# (4236) Lidov
(4236) Lidov est un astéroïde de la ceinture principale.

## Description
(4236) Lidov est un astéroïde de la ceinture principale. Il fut découvert le 23 mars 1979 à Naoutchnyï par Nikolaï Tchernykh. Il présente une orbite caractérisée par un demi-grand axe de 3,44 UA, une excentricité de 0,03 et une inclinaison de 7,3° par rapport à l'écliptique.

## Compléments